# Jos Lammertink

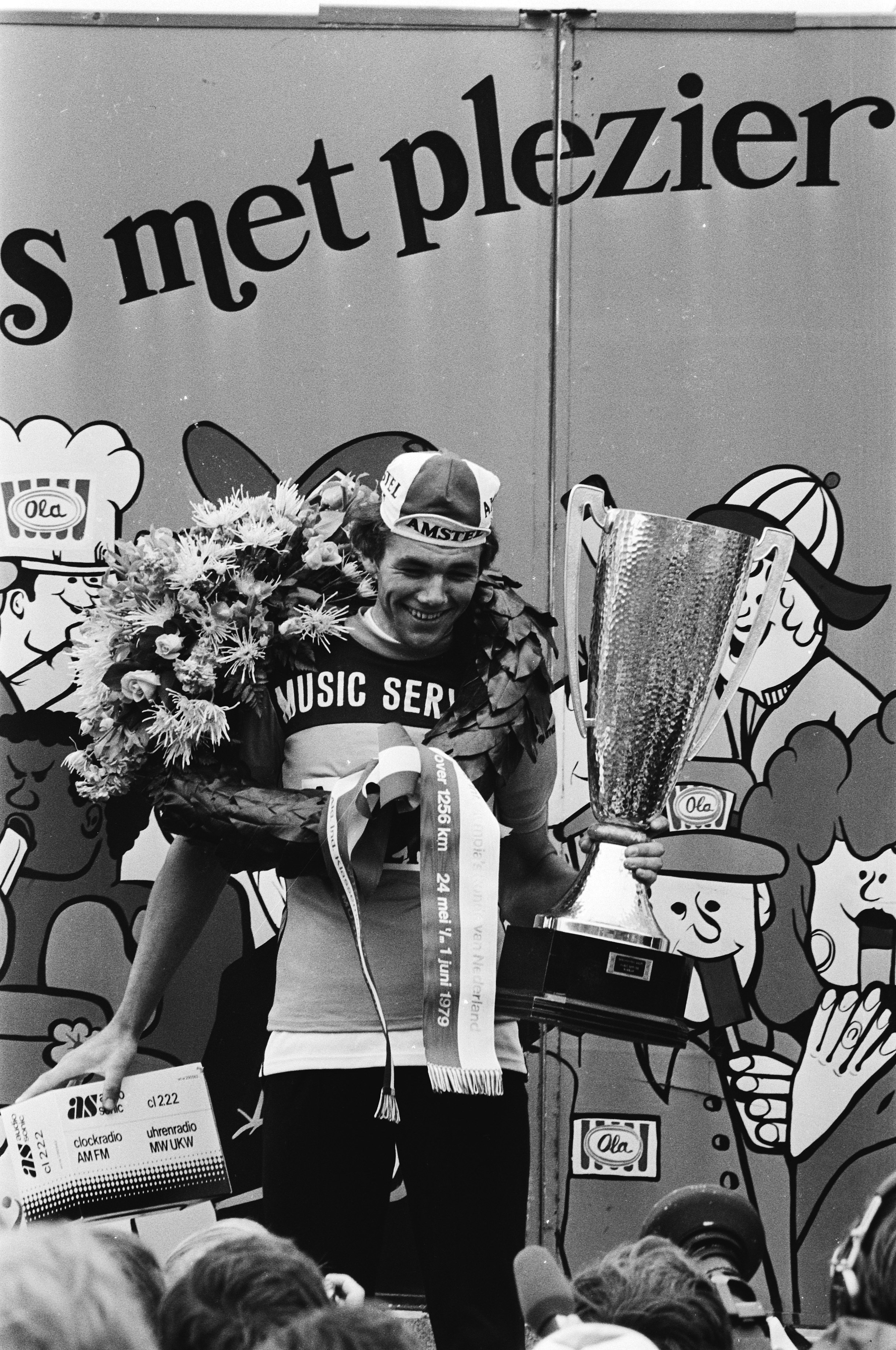
Lammertink wordt gehuldigd voor de winst in Olympia's Tour (1979).

Johannes Hendrikus Jozef (Jos) Lammertink (Wierden, 28 maart 1958 – Almelo, 24 november 2024) was een Nederlandse wielrenner. Hij stond al in zijn amateurtijd bekend als een sterke hardrijder, met als bijnaam de reus van Wierden. Hij was beroepswielrenner van 1980 tot 1989.

## Levensloop

### Succesvol multitalent
Lammertink won bijna alles bij de nieuwelingen, adspiranten en junioren, zowel in het veld, op de baan, als op de weg. Hij reed Europese en wereldkampioenschappen bij de junioren. Ook bij de amateurs werd hij Nederlands kampioen.

### Loopbaan
Lammertink was meesterknecht van Eric Vanderaerden en Eddy Planckaert en trok voor hen massasprints aan. Hij won in totaal 38 wedstrijden, waaronder twee etappes in de Ronde van Spanje en Kuurne-Brussel-Kuurne. In 1985 ging een groot deel van zijn seizoen verloren door de ziekte van Pfeiffer. Ook verschillende andere ziektes bemoeilijkten zijn loopbaan. In 1986 won hij, als lid van de sterke ploeg van Peter Post, het Nederlands kampioenschap. Door een zware val in de Ronde van Frankrijk kon hij zijn kampioenschapstrui maar weinig tonen in dat jaar. Lammertink beëindigde zijn profloopbaan in 1990. Hij bleef nadien wel bij de wielersport betrokken, bijvoorbeeld bij de Ronde van Overijssel. In 2006 werd de profronde van Wierden vernoemd naar Jos Lammertink. 

## Privéleven
Hij was zoon van Geertruida Jozefina Maria Jannink en Hendricus Bernaruds Jozef Lammertink.  
Bij het schrijven van zijn biografie vertelde Lammertink voor het eerst dat hij door een jeugdtrainer was misbruikt. Hierdoor kon hij maar moeilijk genieten van een succes en stond hij meestal niet vrolijk op de foto.
Al tijdens zijn wielerloopbaan werd zijn lichaam onwillig. Eerst was er naast de gebruikelijke wielerblessures de Ziekte van Pfeiffer (1980), daarna schildklierklachten (1985). Na het beëindigen van zijn loopbaan kreeg hij reumaklachten (1992); hij was toen al werkzaam in de zorg in en om Rekken, onder meer bij de Rekkense Inrichtingen. Hij werd er vanwege de klachten medewerker personeelszaken, deed een opleiding in die richting aan de Hogeschool Enschede. Hij ging daarin verder door voor een installatiebedrijf te gaan werken. Een progressieve spierziekte leidde er toe dat hij steeds minder kon werken, totdat hij in 2010 arbeidsongeschikt werd verklaard. Een val in 2021 zorgde voor verder aftakeling.
Op 24 november 2024 overleed Lammertink in het ZGT Almelo aan een progressieve spierziekte.

## Belangrijkste overwinningen
1975
- Nationaal kampioen cyclocross (nieuwelingen)

1976
- Nationaal kampioen cyclocross (junioren)

1977
- Nationaal kampioen cyclocross (junioren)
- Oud-Vossemeer (amateurs)

1978
- Nederlands kampioen amateurs (Adsteeg)
- Etoile des Espoirs
- 8e etappe deel b  Olympia's Tour

1979
- Olympia's Tour
- Ronde van Midden Nederland
- Nationaal kampioen op de baan achtervolging (amateurs)

1980
- 9e etappe Ronde van Spanje
- GP Ouverture (1e koers als prof)

1981
- 6e etappe Ronde van Spanje

1982
- Proloog Ronde van Zweden

1984
- Kuurne-Brussel-Kuurne

1986
- Nederlands kampioenschap
- 2e etappe Ronde van Valencia

1988
- 1e etappe Ronde van de Middellandse Zee

## Resultaten in voornaamste wedstrijden
| Jaar | Ronde van Italië | Ronde van Frankrijk | Ronde van Spanje |
| ---- | ---------------- | ------------------- | ---------------- |
| 1980 |                  |                     | 60e (1)          |
| 1981 |                  |                     | opgave (1)       |
| 1982 |                  |                     |                  |
| 1983 |                  |                     |                  |
| 1984 |                  |                     |                  |
| 1986 |                  | opgave              | opgave           |
| 1987 | 127e             |                     |                  |

| Jaar | Milaan-San Remo | Gent-Wevelgem | Ronde van Vlaanderen | Parijs-Roubaix | Amstel Gold Race | E3 Harelbeke | Omloop Het Volk | Kuurne-Brussel-Kuurne |
| ---- | --------------- | ------------- | -------------------- | -------------- | ---------------- | ------------ | --------------- | --------------------- |
| 1980 |                 |               | 16e                  |                | 31e              |              |                 |                       |
| 1981 |                 |               |                      |                |                  |              |                 |                       |
| 1982 |                 |               | 12e                  |                | 11e              |              | 13e             |                       |
| 1983 |                 |               | 36e                  |                |                  |              |                 |                       |
| 1984 | 33e             | 105e          |                      |                |                  |              | 7e              | Goud                  |
| 1986 |                 | 31e           | 35e                  | 27e            |                  | ↑            |                 |                       |
| 1987 | 70e             | 20e           |                      | 35e            |                  | 6e           |                 |                       |

Wielerploegen van Jos Lammertink
Anderson ·
De Keulenaer ·
de Rooij · 
Kos ·
Lammertink · 
Lammerts · 
Lubberding ·
Nulens ·
Oosterbosch · 
E. Planckaert ·
W. Planckaert · 
Rooks ·
Theunisse ·
Vanderaerden ·
Veldscholten ·
Wekema · 
Winnen
Alberts ·
Anderson ·
Baars ·
De Keulenaer ·
de Rooij · 
Grewal ·
Groenendaal (tot 28/02) ·
Kos ·
Lammertink · 
Lammerts · 
Lippens ·
Lubberding ·
Nulens ·
Oosterbosch · 
E. Planckaert ·
W. Planckaert · 
Rooks ·
Theunisse ·
Vanderaerden ·
Veldscholten ·
Wekema · 
Winnen
Anderson ·
Baars ·
Breukink ·
De Keulenaer ·
de Rooij · 
Giesberts ·
Harings ·
Lammertink · 
Lubberding ·
Millar ·
Nulens ·
Oosterbosch · 
Peiper · 
Planckaert ·
Theunisse ·
D. Vanderaerden ·
E. Vanderaerden ·
van der Velde · 
Van Lancker · 
van Vliet ·
Winnen
Appeldoorn · 
Bogaert · 
Bol · 
Dekker · 
Habets · 
Jonkers · 
Kleinsman · 
Lammertink · 
Parkin · 
Pieters · 
Schalkers · 
Schurer · 
Smit ·
Van Der Haegen ·
van Houwelingen · 
Verleyen · 
Wyder
Anderson · 
Bol · 
Capiot · 
De Keulenaer ·
Dekker · 
Habets · 
Haelemeersch · 
Kleinsman · 
Lammertink · 
Oosterbosch · 
Pieters · 
Schalkers · 
Schurer · 
Segers ·
Siemons ·
Smit ·
van der Velde ·
Van Steenwinkel
Anderson · 
Bol · 
Capiot · 
De Keulenaer ·
Hanegraaf · 
Eriksen ·  
Kleinsman · 
Lammertink · 
Luyckx ·
Pieters · 
Schalkers · 
Schurer · 
Siemons ·
Skibby ·
Stockton ·
van der Velde (tot 14/08) ·
van Loenhout ·
van Wijk ·
Vandenbrande